# Крапов, Юрий Николаевич
Ю́рий Никола́евич Кра́пов (укр. Юрій Миколайович Крапов; род. 13 сентября 1973, Кривой Рог) — украинский актёр студии «Квартал-95» и телеведущий («Неймовірна колекція містера Ріплі» и «Галілео»). Играл в командах КВН: «Криворожская шпана», «Запорожье — Кривой Рог — Транзит» и «95-й квартал».

## Биография
Юрий Николаевич Крапов родился 13 сентября 1973 года в городе Кривой Рог.
Отец Николай Петрович Крапов (родился 4 декабря 1938) — по профессии инженер-электрик, мать Любовь Карповна Крапова (род. 13 ноября 1946) — учитель истории, занимавшая должность завуча школы, где учился Юра до восьмого класса. Сестра Елена (род. 4 декабря 1978).
Но в 16 лет он переходит заниматься в Суворовское училище, которое окончил с золотой медалью.
В 1991 году он поступает в Криворожский горнорудный институт на электротехнический факультет. Ещё в Суворовском он активно принимал участие в различной самодеятельности, а со второго курса института вместе с Юрием Корявченковым он входит в состав студенческого театра эстрадных миниатюр «Короткое замыкание».
Позднее творческий коллектив объединяется со СТЭМом «Беспризорник», художественным руководителем которого на тот момент является Александр Пикалов.
Затем участвовал в команде «Криворожская шпана».
Позже вместе с Владимиром Зеленским и сотоварищами пригласили в состав команды КВН «Запорожье — Кривой Рог — Транзит». В 1997 году легендарная команда становится чемпионом Высшей Лиги.
В 1998 году ребята создают собственную команду «95 квартал», которую смело можно назвать одной из самых ярких команд в истории КВН. С 1999 по 2003 годы «95 квартал» выступает в Высшей Лиге КВН и в Высшей Открытой Украинской лиге КВН.
По профессии Юрий горный инженер, работал электриком, работал полтора года на шахте специалистом клетевого спуска подъёма, затем на Коксохимическом заводе. Работал также фотографом, позже два года — фотооператором, печатал снимки в компании Fujifilm.
В 2005 году Юрий окончательно переезжает в Киев. Является защитником футбольной команды звёзд «Маэстро».

## Семейное положение
С 2010 года Юрий Крапов состоит в браке: жена Людмила, сын Константин.

## Фильмография
- 2005 — Три мушкетёра — гвардеец кардинала;
- 2006 — Милицейская академия;
- 2009 — Как казаки… — телохранитель Венециана — Худой;
- 2012 — Байки Митяя
- 2014 — Мульти Барбара — телеведущий телешоу ТВшоу;
- 2015 — Слуга народа — Михаил Иванович Санин, глава Фискальной службы[11];
- 2017 — Слуга народа-2 — Михаил Иванович Санин, глава Фискальной службы/Михаил Сергеевич Грушевский;
- 2019 — Слуга народа-3 — Михаил Иванович Санин, глава Фискальной службы/

### Озвучивание
1. 2016 — Angry Birds в кино — Бомб;
2. 2017 — Головоломка — Умник;
3. 2019 — Как приручить дракона 3 — Икота;

## Телевидение
- «Вечерний квартал» Образы: (Леонид Кучма, Николай Азаров, Виктор Ющенко, Арсений Яценюк, Пётр Симоненко, Наталья Витренко, Геннадий Кернес, Олег Тягнибок, Пётр Порошенко)
- «Вечерний Киев»
- «Пороблено в Украине» («Интер»)
- «Невероятные истории Рипли» (ICTV)
- «Украина вставай!» — 3-й ведущий роль сосед Юрий Николаевич, Елена Кравец и Евгений Кошевой[12]
- «Галилео» на К1[13][14]
- Шерлок — доктор Ватсон[15]
- Мульти Барбара — озвучивает своего мультипликационного персонажа[16]
- «Воскресенье с Кварталом»[17]
- 15 минут до завтра[18]
- Квартал и его команда — Документальный сериал
- Бункер — Сергей Шойгу